# Ceri Holland
Ceri Holland, född den 12 december 1997, är en walesisk fotbollsspelare.
Ceri Holland inledde sin seniorkarriär med spel i Liverpool år 2021, efter att ha spelat cellegefotboll för Kansas Jayhawks. Hon har även representerat det walesiska damlandslaget där hon debuterade år 2021.